# Французско-азербайджанский университет

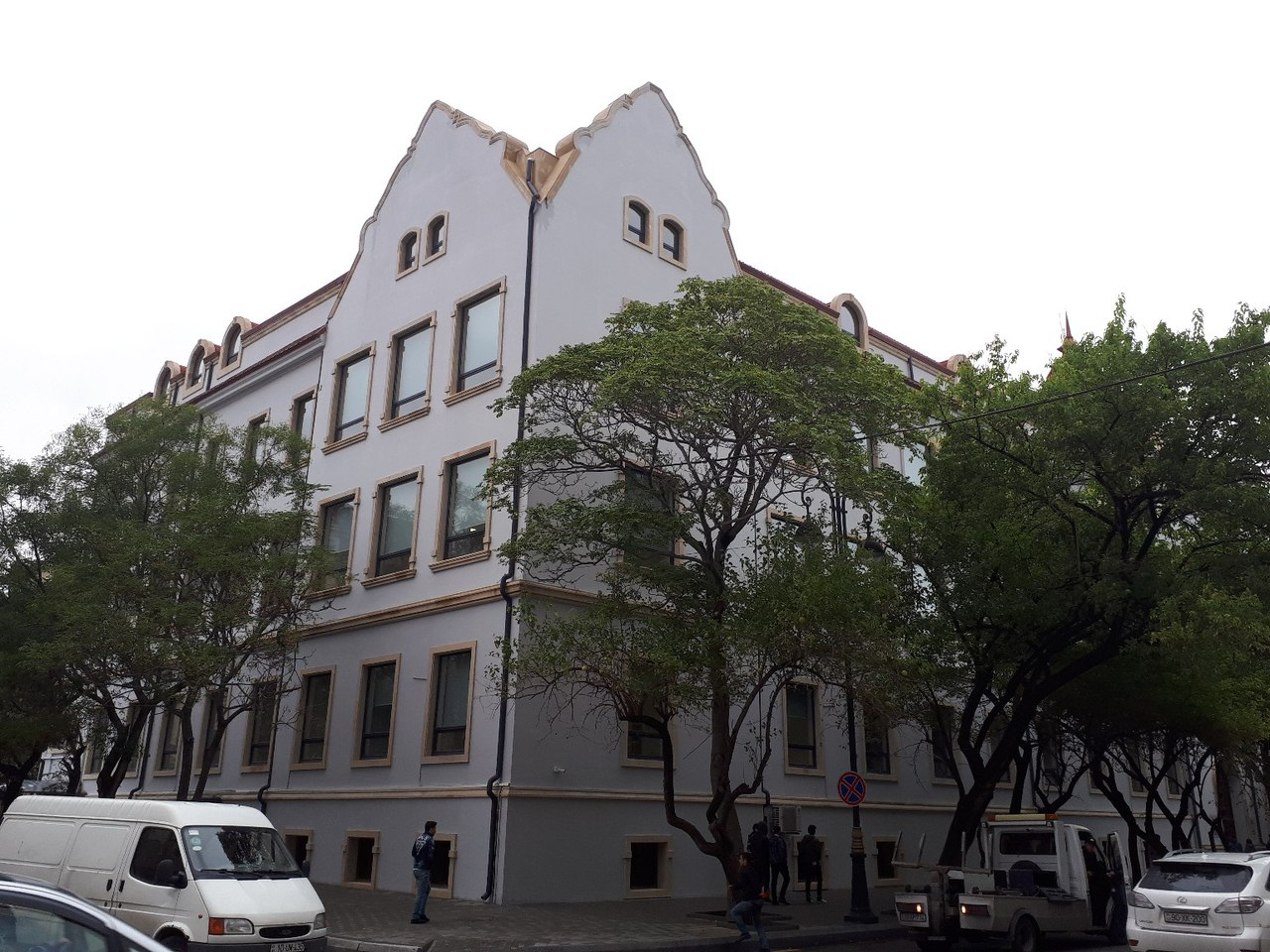
Здание UFAZ на улице Низами

Французско-азербайджанский университет или UFAZ (азерб. Fransa-Azərbaycan Universiteti, фр. L'Université franco-azerbaïdjanaise) — совместный проект французско-азербайджанского университета под руководством Страсбургского университета и Азербайджанского государственного университета нефти и промышленности (АГУНП), созданный по инициативе президента Азербайджана Ильхама Алиева и президента Франции Франсуа Олланда.

## История
12 мая 2014 года, в ходе визита президента Франции Франсуа Олланда в Азербайджан, министрами образования Франции и Азербайджана было подписано письмо о намерениях в области сотрудничества между университетами.
Следующее соглашение было также подписано министрами образования обеих стран 25 апреля 2015 года во время очередного визита Франсуа Олланда в Азербайджан. 15 мая того же года предложение о сотрудничестве было одобрено Президентом Азербайджанской Республики по указу № 1242, а 9 июня 2016 года Ильхам Алиев подписал распоряжение о реализации проекта совместного азербайджано-французского университета.
15 сентября 2016 года прошла церемония открытия UFAZ в присутствии министра образования Азербайджана Микаила Джаббарова и посла Франции в Азербайджане Аурелии Буше. Первый год обучения прошел в основном корпусе Азербайджанского государственного университета нефти и промышленности, который расположен на проспекте Азадлыг.
11 января 2017 года UFAZ посетили Государственный секретарь Франции по вопросам развития и франкофонии Жан-Мари Ле Гуэн, Микаил Джаббаров и президенты Страсбургского университета и Университета Ренн I.
15 сентября 2017 года прошла церемония открытия нового учебного корпуса университета — историческое здание 20-го века, расположенное на улице Низами 183, которое было отремонтировано по распоряжению Министерства Образования АР. Церемонию открытия посетили: министр образования Микаил Джаббаров, ректор Азербайджанского государственного университета нефти и промышленности Мустафа Бабанлы, государственный секретарь при министре по делам Европы и иностранных дел Французской Республики Жан-Батист Лемуан, гендиректор отдела исследований и инноваций министерства высшего образования и научных исследований Франции Ален Беретс, посол Франции в Азербайджане Аурелия Буше, вице-президент Страсбургского университета Ирен Жакобергер, президент Фонда химических исследований Франции Бернар Менье и другие гости.

## Обучение
Для поступления в UFAZ абитуриенты должны сдать вступительный экзамен, на который допускаются набравшие 500 и более баллов из 700, по тестовым экзаменам I группы, которые проводятся Государственным Экзаменационным Центром (ГЭЦ). Только кандидаты, набравшие более 500 баллов, могут сдавать вступительный экзамен UFAZ, который ежегодно организуется в Баку, в июле, Страсбургским университетом.
Обучение в UFAZ проходит на английском языке по программе Страсбургского университета и Университета Ренн I (программа по специальности Нефть-газ/бакалавриат), в зависимости от специальности.
В связи с тем, что во Франции курс бакалавриата длится 3 года, а в Азербайджане 4 года, первый год обучения UFAZ является подготовительным. Преподавательский состав состоит из французских и местных профессоров. Выпускники по окончании обучения получают азербайджанский (АГУНП) и французский (Страсбургский университет или Университет Ренн 1) дипломы.
На данный момент в UFAZ-е действуют 4 специальности: химическая инженерия, геофизическая инженерия, компьютерные науки, а также нефтегазовая инженерия.
Большинство студентов UFAZ, более 80% из них, являются стипендиатами, которые получают образование на бесплатной основе благодаря финансовой поддержке правительства Азербайджана.
UFAZ откроет новые магистерские программы на 2020/2021 учебный год в следующих областях: химическая инженерия / физическая химия, геонауки и прикладные компьютерные науки (большие данные и искусственный интеллект).